# Biên giới Hoa Kỳ

Vùng quốc hải Hoa Kỳ bao gồm:
Hoa Kỳ
Lãnh thổ chưa có tổ chức, đã hợp nhất
Lãnh thổ có tổ chức, chưa hợp nhất
Lãnh thổ chưa có tổ chức, chưa hợp nhất
Khối thịnh vượng chung liên kết tự do

Mặc dù Hoa Kỳ có ranh giới trên biển tương đối phức tạp nhưng nước này chỉ có chung biên giới đất liền với hai quốc gia:
- Biên giới Canada-Hoa Kỳ ở phía bắc của Hoa Kỳ lục địa và phía đông của Alaska
- Biên giới Mexico-Hoa Kỳ ở phía nam

Ngoài ra, Hoa Kỳ thực thi quyền tài phán và quyền kiểm soát đối với Căn cứ Hải quân Vịnh Guantanamo có chung biên giới trên bộ với Cuba, đồng thời công nhận rằng Cuba có chủ quyền tối thượng.

## Biên giới trên biển
Biên giới của Hoa Kỳ trên biển phức tạp hơn biên giới trên bộ. Biên giới trên biển giữa nước này và Liên bang Nga được xác định bởi một thỏa thuận giữa Hoa Kỳ và Liên Xô vào năm 1990 bao gồm Biển Bering, Eo biển Bering và Bắc Băng Dương. Đường ranh giới nhìn chung tuân theo đường Chuyển nhượng Alaska năm 1867, nhưng thỏa thuận chưa có hiệu lực. Hoa Kỳ đã phê chuẩn Hiệp định Biên giới Hàng hải Liên Xô-Hoa Kỳ, nhưng Liên Xô đã không phê chuẩn Hiệp định này trước khi giải thể và Hiệp định này cũng chưa được Nga phê chuẩn.
Hoa Kỳ đã ký kết các thỏa thuận biên giới trên biển với Mexico, Cuba, Venezuela và với Vương quốc Anh ở vùng Caribe. Biên giới trên biển với Canada ở Đại Tây Dương được xác định bởi Tòa án Công lý Quốc tế trong Vụ án Vịnh Maine vào năm 1984. Hoa Kỳ cũng có chung đường biên giới trên biển với Bahamas và ba đường biên giới khác với Canada nhưng chưa được xác định.

## Lãnh thổ hải quan
Vùng quốc hải Hoa Kỳ ở Thái Bình Dương và Quần đảo Virgin thuộc Hoa Kỳ nằm trong một lãnh thổ hải quan riêng biệt khác với 50 tiểu bang, Đặc khu Columbia và Puerto Rico.

## Tranh chấp biên giới
Hoa Kỳ có tranh chấp biên giới trên đất liền với bảy quốc gia:
- Canada[7]
  - Đảo Machias Seal và North Rock (New Brunswick và Maine) - Hòn đảo này bị Canada chiếm đóng và vùng biển xung quanh được tuần tra bởi Cảnh sát biển Canada và Tuần duyên Hoa Kỳ cũng như cơ quan đánh cá của cả hai quốc gia, đôi khi dẫn đến xung đột vùng xám. Hòn đảo này và một số vùng biển xung quanh được Mỹ tuyên bố chủ quyền.
- Cuba[1]
  - Căn cứ Hải quân Vịnh Guantanamo - Kể từ Cách mạng Cuba năm 1959, Chính phủ Cuba đã liên tục phản đối sự hiện diện của Hoa Kỳ trên đất Cuba là "bất hợp pháp" theo luật pháp quốc tế. Hoa Kỳ mua vùng vịnh này sau Chiến tranh Mỹ - Tây Ban Nha dưới dạng cho thuê từ Cuba.
- Haiti
  - Đảo Navassa - Hoa Kỳ tuyên bố chủ quyền đối với đảo Navassa thông qua Đạo luật Quần đảo Guano năm 1856. Haiti tuyên bố chủ quyền đối với hòn đảo này vào năm 1801, nhưng bị Mỹ chiếm đóng thông qua chính sách ngoại giao pháo hạm.[8]
- Colombia,  Jamaica,  Nicaragua
  - Bãi Bajo Nuevo - Do Colombia quản lý nhưng Hoa Kỳ tuyên bố đây là lãnh thổ chưa hợp nhất của nước này.
- Colombia,  Honduras,  Jamaica
  - Serranilla Bank - Do Colombia quản lý nhưng Hoa Kỳ tuyên bố đây là lãnh thổ chưa hợp nhất của nước này.

Ngoài ra, Mỹ còn có tranh chấp biên giới trên biển với Canada:
- Eo biển Juan de Fuca
- Biển Beaufort - tranh chấp giữa Yukon và Alaska.
- Cửa biển Dixon - tranh chấp bắt nguồn từ Hiệp ước Hay–Herbert ký năm năm 1903 giữa Hoa Kỳ và Vương quốc Anh nhưng bị các nhà lãnh đạo Canada phản đối.

## Cơ quan đặc trách
Cục Hải quan và Biên phòng Hoa Kỳ chịu trách nhiệm kiểm soát biên giới và kiểm tra người và hàng hóa được nhập khẩu. Tuần duyên Hoa Kỳ tuần tra biên giới hàng hải của nước này. Ngoài ra, Quân đội Hoa Kỳ, cảnh sát các tiểu bang và cảnh sát địa phương cũng tham gia vào việc thực thi luật biên giới trong một số trường hợp nhất định.

## Ý nghĩa lịch sử và văn hoá

Cao bồi, biểu tượng tinh túy của biên giới Hoa Kỳ. Ảnh của John C. H. Grabill, c. 1887

Biên giới Hoa Kỳ mang ý nghĩa về vị trí địa lý, lịch sử, văn hóa dân gian và biểu hiện văn hóa của cuộc sống Mỹ trong làn sóng mở rộng lãnh thổ bắt đầu từ các khu định cư thuộc địa của Anh vào đầu thế kỷ 17 và kết thúc bằng việc xác nhập các lãnh thổ phía tây thành các tiểu bang vào năm 1912. Thời đại di cư và định cư khổng lồ này được Tổng thống Thomas Jefferson đặc biệt khuyến khích sau khi mua Louisiana từ Pháp, làm nảy sinh triết lý bành trướng được gọi là "Vận mệnh hiển nhiên".
Các phương tiện truyền thông thế kỷ 19 và đầu thế kỷ 20 đã tập trung nhiều sự chú ý vào vùng biên giới miền Tây Hoa Kỳ (đặc biệt là Tây Nam), đôi khi được gọi là miền Tây cũ hoặc miền Tây hoang dã. Các phương tiện truyền thông này thường phóng đại sự lãng mạn, vô chính phủ và bạo lực hỗn loạn của thời kỳ này để có hiệu quả kịch tính lớn hơn. Điều này cũng truyền cảm hứng cho các thể loại phim Viễn Tây, tràn ngập trên các chương trình truyền hình, tiểu thuyết, truyện tranh và trò chơi video.
Theo định nghĩa của Hine và Faragher, "lịch sử biên giới kể câu chuyện về sự thành lập và bảo vệ cộng đồng, sử dụng đất đai, phát triển thị trường và hình thành các quốc gia". Họ giải thích: "Đó là một câu chuyện về sự chinh phục, nhưng cũng là một trong những sự sống còn, bền bỉ và sự hợp nhất của các dân tộc và nền văn hóa đã sinh ra và tiếp tục cuộc sống ở Mỹ." Chính Turner đã nhiều lần nhấn mạnh làm thế nào có sẵn đất tự do để bắt đầu các trang trại mới nhằm thu hút người Mỹ tiên phong: "Sự tồn tại của một khu vực đất tự do, suy thoái liên tục và sự mở rộng của người Mỹ về phía tây, đã giải thích sự phát triển của nước Mỹ." Thông qua các hiệp ước với các quốc gia nước ngoài và các bộ lạc bản địa, thỏa hiệp chính trị, chinh phục quân sự, thiết lập luật pháp và trật tự, xây dựng đồn điền, trang trại và thị trấn, đánh dấu đường mòn và đào mỏ, và kéo theo sự di cư lớn của người nước ngoài, Hoa Kỳ mở rộng từ bờ biển này (Đại Tây Dương) sang bờ biển khác (Thái Bình Dương), qua đó hiện thực hóa giấc mơ của Vận mệnh hiển nhiên. Turner, trong "Luận cương biên cương" (1893), đã đưa ra giả thuyết rằng biên cương là một quá trình biến người châu Âu thành một dân tộc mới là người Mỹ, có giá trị tập trung vào sự bình đẳng, dân chủ và lạc quan, cũng như chủ nghĩa cá nhân, tự lực, và thậm chí là bạo lực.
Khi quá trình mở rộng biên giới nước Mỹ đi vào lịch sử, những huyền thoại của phương Tây trong tiểu thuyết và phim ảnh đã nắm giữ trí tưởng tượng của người Mỹ và người nước ngoài. Theo quan điểm của David Murdoch, nước Mỹ rất đặc biệt trong việc lựa chọn hình ảnh bản thân mang tính biểu tượng của mình: "Không có quốc gia nào khác mất thời gian và địa điểm từ quá khứ và tạo ra một cấu trúc của trí tưởng tượng ngang với sự tạo ra vùng Viễn Tây của Mỹ."